# 津田守
津田 守（つだ　まもる、TSUDA Mamoru 1948年2月 - ）は、日本の男性社会学者。大阪大学名誉教授。
東京生まれ。青山学院高等部、青山学院大学卒。フィリピン国立大学大学院留学。

## 教育者としての略歴
出典: 名古屋外国語大学ホームページ
- 1976.11〜1979.10 フィリピン大学文理系学部社会学科講師
- 1977.11〜1978.6　フィリピン大学法学部法学研究所主任研究員（兼任）
- 1982.6〜1983.1 　 アジア経済研究所フィリピン専門員
- 1983.4〜1985.3　 四国学院大学文学部社会学科専任講師
- 1985.4　　　　　　大阪外国語大学外国語学部助教授採用
- 1988.4　　　　　　大阪外国語大学大学院言語社会研究科担当
- 1998.1　　　　　　大阪外国語大学外国語学部及び同大学院言語社会研究科教授
- 2007.10　　　　　 大阪大学グローバルコラボレーションセンター教授（同大学院人間科学研究科人間開発講座ほか兼任）
- 2013.4　　　　　　大阪大学名誉教授
- 2013.4　　　　　　名古屋外国語大学現代英語学科教授

## 主な研究業績
出典: 名古屋外国語大学ホームページ

### 著書
| 題名 | 単・共 | 発行日                                          | 発行所名                                                                                        | 備考 |
| --- | ------ | ----------------------------------------------- | ----------------------------------------------------------------------------------------------- | --- |
| The Social Organization of Transnational Business and Industry: A Study of Japanese Capital-affiliated Joint Ventures, The Philippines in the Third World Papers Series No.1 | 共     | 1977                                            | UP Third World Studies                                                                          | 14pp. |
| The Politics of Major Japanese-Filipino Joint-Venture: a Sociological View, jointly authored with Randolf S. David, The Philippines in the Third World Papers Series No.8 | 共     | 1978                                            | UP Third World Studies                                                                          | 28pp. |
| A Preliminary Study of Japanese-Filipino Joint Ventures | 単     | 1978                                            | Quzon City: Foundation for Nationalist Sttudies                                                 | |
| The Politics of Major Japanese-Filipino Joint Ventures: A Sociological View | 共     | 1978                                            | Quezon City: UP Third World Center                                                              | Jointly written with Randolf S. David, 174pp.                                                                         |
| The Impact of Transnational Corporations in the Philippines | 共     | 1978                                            | Quezon City: University of the Philippines Law Center                                           | Edited. |
| 「フィリピンにおける近代的工業の発展と新興財閥の形成 ― デルタ・モーターとシルヴェリオの事例」伊藤禎一編『東南アジアにおける工業経営者の生成』（研究双書 No. 298） | 共     | 1980                                            | アジア経済研究所                                                                                | 295－351頁。 |
| RP-JAPAN RELATIONS AND ADB: IN SEARCH OF A NEW HORIZON （共編著）, 1986年9月、143 pp | 共     | 1986                                            | Manila: National Bookstore                                                                      | Jointly edited with Leo Deocadiz,143pp.                                                                               |
| RP-US RELATIONS AND IMF WORLD BANK: IN SEARCH OF A NEW HORIZON（共編） | 共     | 1986                                            | Manila: National Bookstore                                                                      | Jointly edited with Leo Deocadiz,246pp.                                                                               |
| 「"マルコス抜き"Xマス」、「教会： 強大な影響力」、「"2月革命"支えた教会、」、「教会の色濃い新憲法」『読売新聞』 | 単     | 1986・12・9 1987・1・31 1987・2・10 1987・3・15 | 読売新聞社                                                                                      | 夕刊 |
| 「フィリピン ― 富と貧困の間の存在としてのミドル・クラス」川田侃編『発展途上国の政治経済学』 | 単     | 1987                                            | 東京書籍                                                                                        | 385頁 |
| 『フィリピン・国別援助研究会報告書』 | 共     | 1987                                            | 国際協力事業団                                                                                  | 112頁、報告書の性格上、分担表記無し。                                                                                 |
| 「フィリピン」滝川勉編『新東南アジア・ハンドブック』 | 共     | 1988                                            | 講談社                                                                                          | 「フィリピン」を担当                                                                                                  |
| 『フィリピノ語テキスト』（編著） | 共     | 1988                                            | 大阪外国語大学                                                                                  | 243頁 |
| 「フィリピンの都市化・都市社会」『東南アジアの社会学』（北原淳編） | 単     | 1989・7                                         | 世界思想社                                                                                      | 改訂第5刷 2000・3, 120-140頁                                                                                          |
| 『第二の侵略ー東南アジアから見た日本』レナト・コンスタンティーノ（著）、鶴見良行（解説） | 共     | 1990・12                                        | 全生社、刊行社（販売）                                                                          | 監訳 |
| 「フィリピンの教育」ほか（分担執筆）『国際教育事典』 | 単     | 1991                                            | アルク                                                                                          | |
| 「フィリピンの大学： その発展と現状」『会報』 | 単     | 1991                                            | 大学基準協会                                                                                    | 第66号 28-36頁 |
| 『フィリピノ語教本』（全3巻、共編著） | 共     | 1992                                            | 東京外国語大学アジア・アフリカ言語文化研究所                                                    | 164頁 |
| 『日本・フィリピン政治経済関係資料集： マルコス文書、アキノ証言集および関連文書選』 | 共     | 1992                                            | 明石書店                                                                                        | 横山正樹との共編書，全821頁                                                                                           |
| 『エクスプレス・フィリピノ語』 | 共     | 1992                                            | 白水社                                                                                          | ロサリオ・ユーとの共著，130頁                                                                                         |
| 『18言語の外国人人権ハンドブック』 | 共     | 1992                                            | 明石書店                                                                                        | 大阪弁護士会編，編集委員：津田守，全774頁                                                                             |
| 『フィリピンの辞典』 | 共     | 1992                                            | 同朋舎                                                                                          | 分担執筆 467頁 |
| レナト・コンスタンティーノ（編）、津田守、奥野知秀（監訳）『日本の役割 ― 東南アジア6カ国からの直言』 | 共     | ひずく社、刊行社                                | 1992・3                                                                                         | 翻訳（監訳：津田守、奥野知秀）                                                                                        |
| 『日本・フィリピン政治経済関係資料集：マルコス文書、アキノ証言集および関連文書選』（横山正樹との共編） | 共     | 1992・5                                         | 明石書店                                                                                        | 821頁 |
| 「静かなるラモス。クーデター（世界の潮）」『世界』 | 単     | 1992・7                                         | 岩波書店                                                                                        | 第570号 |
| 「"メトロ・マニラ"の盛衰 ― フィリピン中央政権と都市行政（特集・アジアの大都市行政 ― ASEAN諸国を中心に）」『都市問題』 | 共     | 1992・8                                         | 東京市政調査会                                                                                  | 第83巻 第8号 23-32 頁                                                                                                 |
| 「フィリピノ語研修報告」『通信』 | 単     | 1992・12                                        | 東京外国語大学アジア・アフリカ言語文化研究所                                                    | 第76号 15-20頁 |
| 「外国人刑事手続における通訳・翻訳・意思疎通の現状 ― フィリピン人の事件記録調査から（外国人刑事事件の現状と課題＜特集＞）」『自由と正義』 | 共     | 1993・1                                         | 日本弁護士連合会                                                                                | 宮脇摂との共著， 第44巻第１号， 27-41頁                                                                               |
| 「日本の裁判とフィリピン人」「FVRの華麗な経歴 ― 大統領とそのファミリー」宮本勝・寺田勇文編『アジア読本 フィリピン』 | 単     | 1994                                            | 河出書房新社                                                                                    | |
| 「外国人事件の現状と課題」『国際結婚を考える会ニュース』No.155 | 単     | 1994・2                                         | 国際結婚を考える会                                                                              | 3-７頁 |
| マリア・ロサリオ・バレスカス（著）、津田守（監訳）『フィリピン人女性エンタテイナーの世界』 | 共     | 1994・8                                         | 明石書店                                                                                        | 翻訳（監訳） 全145頁                                                                                                  |
| 「フィリピンにおける経済協力評価」『経済協力評価報告書』 | 共     | 1995                                            | 外務省経済協力局                                                                                | 田巻松雄との共著， 65‐83頁                                                                                            |
| Japan's Official Development Assistance to the Republic of the Philippines and Its Evaluation: With a Special Reference to the Mt. Pinatubo Disaster-Related Aid | 共     | 1996                                            | Tokyo: Economic Cooperation Bureau, Ministry of Foreign Affairs                                 | Co-authored with Matsuo Tamaki, 54pp.                                                                                 |
| 「司法通訳人が足りない： 増える外国人裁判：司法通訳人確保が国際化時代の課題」『アエラ』 | 単     | 1996・３・4                                     | 朝日新聞社                                                                                      | 60‐61頁 |
| "Language Gap", Asahi Evening News | 単     | 1996・3・13                                     | 朝日新聞社                                                                                      | 5pp. |
| 「諸外国の司法通訳から何を学ぶか」『JJIA通信』No.8 | 単     | 1996・7                                         | 日本司法通訳人協会                                                                              | 1-8頁 |
| 「フィリピンの自然災害復興と外国援助についての検証：ピナトゥボ火山噴火および泥流災害への日本の対応を就寝に」『総合的地域研究』 | 単     | 1996・9                                         | 文部省科学研究費補助金重点領域研究「総合的地域研究」総括班事務局                                | 73-92頁 |
| 「司法通訳・翻訳と通訳人・翻訳のおかれた実体、そして理想」『外国人事件における司法通訳の現状』 | 共     | 1997                                            | 聖和大学                                                                                        | 長尾ひろみとの共編著，全67頁                                                                                          |
| Human Rights Problems of Foreigners in Japan's Criminal Justice System, Migration World Magazine, Vol.xxv, Nos.1-2 | 単     | 1997・1                                         | The Uniersity of Warwick                                                                        | pp.22-25 |
| "Interpreting and Translating the Filipino Defendants in Japan's Criminal Justice System, Philippine Sociological Review, Vol.43, Nos.1-4 | 単     | 1997・7                                         | Philipinne Sociological Society                                                                 | pp.139-160 |
| 「「アジア太平洋圏」における市民社会の台頭」赤木攻編『「アジア太平洋圏」文明の構築をめざして： 相互認識を通しての共通の価値観の模索』 | 単     | 1998                                            | 大阪外国語大学                                                                                  | 181‐195頁 |
| 「フィリピンにおける地域的特質と外資導入型工業化」市村真一・研究代表者『環境国際協力の推進と都市間交流について』 | 単     | 1999                                            | 国際東アジア研究センター                                                                        | 49-61頁 |
| 『開発援助の実像： フィリピンから見た賠償とODA』 | 共     | 1999                                            | 亜紀書店                                                                                        | 横山正樹との共編著，全275頁                                                                                           |
| 「司法通訳・翻訳は人権を守るユニバーサルな活動です」『通訳事典’99』 | 単     | 1999                                            | アルク                                                                                          | 44-45頁 |
| 「ビデオ de 入門」『JJIA通信』No.13 | 単     | 1999・3                                         | 日本司法通訳人協会                                                                              | 1-7頁 |
| 「フィリピンにおける売買春」『セックス「産業」』リン・リーン・リム（編著） | 単     | 1999・12                                        | 日本労働研究機構                                                                                | 翻訳（分担訳）， 142‐186頁                                                                                            |
| 「バタンガスおよびメトロ・セブの地域的特質と外資導入型工業化」『東アジアへの視点』通巻10巻6号 | 単     | 1999・12                                        | 公益財団法人国際東アジア研究センター                                                            | 184‐193頁 |
| 「レナト・コンスタンティーノを偲ぶ」『みすず』 | 単     | 1999・12                                        | みすず書房                                                                                      | 第465号， 15‐20頁 |
| 『フィリピン 作家として､市民として： マーラ・ラノットとホセ・ラカバの世界』（開高健記念アジア作家講演会シリーズ9） | 共     | 2000                                            | 国際交流基金アジアセンター                                                                      | 編者，全95頁 |
| 「フィリピンの都市化・都市社会」北原淳編『東南アジアの社会学』世界思想社（改訂第5刷） | 単     | 2000                                            | 世界思想社                                                                                      | 120-140頁、初版が1989年。                                                                                             |
| 「教育」、「市民社会」、「日本の政府開発援助」、「ビジネス・エリート」、「出稼ぎと移住」の各章、大野拓司・寺田勇文編『現代フィリピンを知るための60章』 | 単     | 2001                                            | 明石書店                                                                                        | 67-70頁、97-101頁、218-223頁、224-228頁、254-259頁、全303頁                                                           |
| 『自然災害と国際協力： フィリピン・ピナトゥボ大噴火と日本』 | 共     | 2001                                            | 新評論                                                                                          | 田巻松雄との共編著，全291頁                                                                                           |
| Japan's Official Development Assistance: Issues and Challenges in Asia, Panorama (Korand-Adenauer-Stiffing) No.2 | 共     | 2001                                            | European Commission                                                                             | Reylito A.H.Elboとの共著 pp.5-28                                                                                      |
| 『国際移民労働者をめぐる国家・市民社会・エスニシティーの比較研究： 経済危機の中のアジア諸国における出稼ぎフィリピン人を素材にして（Filipino Diaspora in Asia: Social and Personal Networks, Organizing, Empowerment, Ethnicity, and Culture）』 | 共     | 2002                                            | 大阪外国語大学                                                                                  | 研究代表者 全xii+228頁                                                                                                |
| "Filipino Migration and Their Impact on Religion: Catholicism on the Move in Japan, Taiwan, Korea, Singapore and Australia," Filipino Diaspora in Asia: Social and Personal Networks, Organizing, Empowerment, Ethnicity, and Culture (Report submitted to the Japan Academy for the Promotion of Sciences: Grant-in-Aid for Basic Research (A)(2), FY 1999-2001, Project No. 11691079) | 共     | 2002                                            | Osaka: Osaka University of Foreign Studies                                                      | (ed.) pp.19-33 |
| 「書評 ILO：セックス｢産業｣： 広く活発な議論を期待」『世界の労働』 | 単     | 2000・２                                        | ILO協会                                                                                         | 第50巻第2号 52‐53頁                                                                                                   |
| 「教育」「市民社会」「日本の政府の開発援助」「ビジネス・エリート」「出稼ぎと移住」『現代フィリピンを知るための60章』（大野拓司・寺田勇編） | 単     | 2001                                            | 明石書店                                                                                        | 303頁 67-71頁 97-101頁 218-223頁 224-228頁 254-259頁                                                                  |
| Non-Japanese Speaking Suspects/Defendants and the Criminal Justice System in Japan, Interpretation Studies, No.2 『通訳研究』 | 単     | 2002・12                                        | 日本通訳学会                                                                                    | pp.1-14 |
| Filipino Diaspora: Demography, Social Networks, Empowerment and Culture | 共     | 2003                                            | Quezon City: Philippine Migration Research Network (PMRN) and Philippine social Science Council | （ed.) 212pp |
| 「司法通訳人として考える（外国人との接し方）」『国際文化研修』Vol.38 | 単     | 2003                                            | 全国市町村国際文化研修所                                                                        | 28-32頁 |
| 『スウェーデンにおける通訳人・翻訳人の国家認定制度とその運用について ― 比較司法通訳研究・スウェーデン編』 | 単     | 2003                                            | 受託調査研究の法務省大臣官房司法法制部への報告書                                                | 332頁 |
| The Right to Interpretation and Japan's Criminal Justice System: A Critical Evaluation," Elena de la Fuente (ed.) Traducteurs et Interpretes Certifies et Judiciaires: Droits, Devoirs et Besoins | 共     | 2003                                            | Paris: Federation Internationale des Traducteurs                                                | pp.79‐83 |
| ロサリオ・ユー（共著) 『CD エクスプレス・フィリピノ語』 | 共     | 2003                                            | 白水社                                                                                          | 130頁 |
| 「People with Legal Mind 司法通訳翻訳人」『法律文化』 | 単     | 2003・3 2003・4 LEC東京リーガルマインド         | 3月号（前編）38-41頁 4月号（後編）40-43頁                                                       | |
| 『フィリピンにおける教育・研修機関訪問調査報告書』 | 単     | 2004                                            | 財団法人 海外技術研究協会 国際研修情報センター                                                  | 193頁 |
| 「司法通訳翻訳論」、「在日フィリピン人の言語使用」『辞典 日本の多言語社会』 | 共     | 2005                                            | 岩波書店                                                                                        | 79‐82頁、227‐228頁 |
| 『世界の大学大学院における通訳翻訳学プログラム』 | 共     | 2005                                            | 大阪外国語大学                                                                                  | 研究代表者 133頁 |
| 「グレート・ブリテン及び北アイルランド連合王国（スコットランド）ヘリオット・ワット大学」「アメリカ合衆国（サウス・カロライナ州）チャールストン大学大学院」、『世界の大学大学院における通訳翻訳学プログラム』 | 単     | 2005                                            | 大阪外国語大学                                                                                  | 53‐58頁、77‐228頁 |
| 「日比関係の50年を振り返る 人流のさらなる進展に向けて」『国際人権ひろば』 | 共     | 2006・9                                         | ヒューライツ大阪                                                                                | 4-5頁 |
| 『世界の大学大学院における通訳翻訳学プログラム続』 | 共     | 2007                                            | 大阪外国語大学                                                                                  | 研究代表者 119頁 |
| 「私の視点 裁判員制度・法廷通訳のあり方再考を」『朝日新聞』 | 単     | 2007・8・1                                      | 朝日新聞社                                                                                      | 26頁 |
| 「スウェーデンの通訳人及び翻訳人公認制度についての研究」『通訳研究』 | 単     | 2007・12                                        | 日本通訳学会                                                                                    | 167-187頁 |
| 『法廷通訳翻訳という仕事』 | 共     | 2008                                            | 大阪大学出版会                                                                                  | 編者 141頁 |
| 「教育」、「市民社会」、「日本の政府開発援助」、「ビジネス・エリート」、「出稼ぎと移住」の各章、大野拓司・寺田勇文編『現代フィリピンを知るための61章』 （第二版） | 共     | 2009                                            | 明石書店                                                                                        | 66‐71頁、97‐102頁、222‐227頁、228‐232頁、277頁‐282頁、全328頁（「市民社会」、「日本の政府開発援助」は横山正樹と共著） |
| 「裁判員裁判導入と法廷通訳翻訳の在り方 法廷通訳人の視座からの考察と提言」『法律時報』81巻1号 | 単     | 2009・01                                        | 日本評論社                                                                                      | 39-46頁 |
| 「多言語・多文化社会とは」『ポルトガル語スペイン語による医療分野地域コミュニケーション支援能力養成講座 成果報告書（平成20年度社会人の学び直しニーズ対応教育推進プログラム委託業務）』 | 単     | 2009・03                                        | 愛知県立大学                                                                                    | 38-59頁 |
| 「フィリピンを知るキーワード〈からゆきさん〉と〈ジャパゆきさん〉」『月刊 日本語』8月号 | 単     | 2010                                            | アルク                                                                                          | 29頁 |
| 「フィリピン 自然豊かなリゾート国だが笑顔の裏には苦難の歴史が」『月刊 日本語』8月号 | 単     | 2010                                            | アルク                                                                                          | 28頁 |
| 「巻頭言 法務通訳翻訳教育の現場から」『ICD NEWS』 | 単     | 2010・03                                        | 法務省法務総合研究所国際協力部報                                                                | 第42号 1-5頁 |
| 「インタビュー」『OIE Bulletin』No.9 | 単     | 2010・4・1                                      | 大阪大学人間科学研究科・人間科学国際交流室ニュースレター                                        | 1-3頁 |
| 「多言語共生社会に向けて」中村安秀・河森正人編『グローバル人間学概論』 | 単     | 2011                                            | 大阪大学出版会                                                                                  | 136‐157頁 |
| 「多文化共生社会のための司法通訳翻訳人育成」『多文化共生政策へのアプローチ』（近藤敦編） | 単     | 2011                                            | 明石書店                                                                                        | 223-238頁 |
| 『15言語の裁判員人裁判用語と解説 第１巻 日本語、英語、中国語（簡体字）、中国語（繁体字）、韓国・朝鮮語、モンゴル語』 | 共     | 2013                                            | 現代人文社                                                                                      | 編者 228頁 |
| 『15言語の裁判人裁判用語と解説 第２巻 日本語、英語、フィリピン語、インドネシア語、ベトナム語、タイ語』 | 共     | 2013                                            | 現代人文社                                                                                      | 編者 249頁 |
| 『15言語の裁判人裁判用語と解説 第３巻 日本語、英語、ヒンディー語、ウルドゥー語、ペルシア語、ロシア語、ポルトガル語、スペイン語』 | 共     | 2013                                            | 現代人文社                                                                                      | 編者 317頁 |
| 東アジアにおけるナショナリズムによる危険性：個人的、そして歴史的な視点から」紀要 第10号,（著）ダグラス・A・スティフィラー博士・准教授 "The Dangers of Nationalism in East Asia: A Personal and Historical Perspective" No.10, Douglas A. Stiffler | 共     | 2014・3                                         | 名古屋外国語大学現代国際学部 Nagoya University of Foreign Studies                               | 津田守（監訳） 本松恵，ヤコブ・マルシャレンコ（訳）                                                                   |

## 系譜
明治期の農学者、キリスト者である津田仙のひ孫にあたる。また、津田塾大学創始者の津田梅子の又甥である。